# Pitthea
Pitthea is een geslacht van vlinders uit de familie van de spanners (Geometridae) en de onderfamilie Ennominae.

## Soorten
- P. agenoria Druce, 1890
- P. argentiplaga Warren, 1897
- P. caesarea Rebel, 1914
- P. catadela Fletcher D. S., 1963
- P. continua Walker, 1854
- P. cunaxa Druce, 1887
- P. cyanomeris Prout, 1915
- P. eximia Druce, 1910
- P. famula Drury, 1773
- P. flavimargo Druce, 1910
- P. fractimacula Warren, 1897
- P. fuliginosa Druce, 1910
- P. hypomima Prout, 1922
- P. mungi Plötz, 1880
- P. neavei Prout, 1915
- P. neavi Prout, 1915
- P. perspicua (Linnaeus, 1758)
- P. pypomima Prout, 1922
- P. rubriplaga Warren, 1897
- P. sospes Prout, 1921
- P. subflaveola Bethune-Baker, 1911
- P. syndroma Prout, 1932
- P. trifasciata Dewitz, 1881
- P. türckheimia Dewitz, 1881